# Pararcus
Pararcus – rodzaj plakodonta żyjącego w środkowym triasie na terenach dzisiejszej Europy. Jego szczątki odkryto w datowanych na anizyk osadach formacji Vossenveld w Winterswijk, w Holandii. Holotyp (TWE 480000454) to stosunkowo duży osobnik, o szacowanej długości przekraczającej 135 cm. Mimo to prawdopodobnie nie osiągnął jeszcze maksymalnych rozmiarów, na co wskazują niezrośnięte połówki łuków naczyniowych, brak dobrze wykształconych wyrostków kolczystych i ogólnie słabe skostnienie szkieletu. Niezrośnięcie połówek łuków naczyniowych zinterpretowano jako cechę pedomorficzną. Pararcus miał stosunkowo niewielki pancerz, składający się z czterech typów płytek, a odcinek krzyżowy kręgosłupa był giętki. Analiza filogenetyczna przeprowadzona przez Klein i Scheyera (2014) sugeruje, że Pararcus jest stosunkowo bazalnym plakodontem, nienależącym do kladu Cyamodontoidea, na co wskazuje m.in. mniejsze opancerzenie. Autorzy stwierdzają jednak, że jego przynależność do Sauropterygia jest niepewna, ponieważ ze względu na niekompletność szkieletu nie udało się odnaleźć u Pararcus synapomorfii tego kladu.
Pararcus i gatunek typowy rodzaju, P. diepenbroeki, zostały opisane w 2014 roku przez Nicole Klein i Torstena Scheyera. Nazwa rodzajowa pochodzi od łacińskich słów par („para”) i arcus („łuk”). Epitet diepenbroeki honoruje Gerbena Diepenbroeka, który odnalazł holotyp. Okaz typowy pochodzi z warstwy 36. formacji Vossenveld. Pojedynczy zrośnięty łuk naczyniowy (StIPB CHW302) prawdopodobnie również pochodzi z warstwy 36. albo minimalnie wyższej. W 2015 roku opisano najstarszy geologicznie kręg, pochodzący z warstwy 14. Nieznacznie różni się on od kręgów holotypu dłuższym, bardziej skostniałym wyrostkiem kolczystym i budową trzonu.